# Hoot (canção)
"Hoot" é uma canção do girl group sul-coreano Girls' Generation. Foi lançada em 25 de outubro de 2010, como single principal do terceiro EP do grupo, Hoot.
Rino Nakasone foi a coreógrafa da canção.
O vídeo musical foi lançado em 28 de outubro de 2010. Sua duração é de 4:13.
A canção estreou em 1º lugar na Gaon Chart em 30 de outubro de 2010. "Hoot" venceu a Tríplice Coroa no The Music Trend em 28 de novembro de 2010.

## Prêmio
- 2º Melon Music Awards: Hot Trend de 2010